# Doues
Doues – miejscowość i gmina we Włoszech, w regionie Dolina Aosty.
Według danych na styczeń 2009 gminę zamieszkiwały 452 osoby przy gęstości zaludnienia 27,4 os./1 km².